# Dom wielorodzinny Edmunda Wolframa w Warszawie
Dom wielorodzinny Edmunda Wolframa – budynek w stylu funkcjonalistycznym znajdujący się przy ul. Paryskiej 3 w Warszawie, w dzielnicy Praga-Południe.

## Opis
Dom jest podzielony na dwie nieruchomości. Powstał w 1935 według projektu Maksymiliana Goldberga i Hipolita Rutkowskiego. 
Jest to budynek z murowaną elewacją i okładziną z żółtej cegły klinkierowej. Stan zachowania dobry: małe ubytki okładziny elewacji, niekompletna stolarka pierwotna.